# GunBound
Gunbound (en coreano: 건바운드, geonbaundeu) es un videojuego multijugador de turnos desarrollado por la empresa de videojuegos surcoreana Softnyx para el sistema operativo Windows. La jugabilidad es similar a la del videojuego Worms.
La versión original fue lanzada en Corea del Sur en mayo de 2002, antes de ser publicada a nivel mundial en agosto de 2003. En enero de 2020 se anunció una nueva versión llamada New Gunbound, con un nuevo motor gráfico basado en Unity para jugarse en computadoras.

## Jugabilidad
Gunbound posee una jugabilidad característica de los juegos de artillería por turnos, con disparos parabólicos y de desplazamiento horizontal. En Gunbound, los jugadores son distribuidos en dos equipos oponentes, los cuales tomarán turnos para disparar a los miembros del equipo enemigo a bordo de vehículos llamados "móviles" dentro del mundo de Gunbound. Cada móvil posee tres tipos distintos de misiles, los cuales varían tanto en comportamiento como en potencia: los misiles básicos "S1", el de uso moderado "S2" y el "SS" (Special Shot), el más poderoso del arsenal.
Para realizar un disparo, el jugador dispone de un turno de 20 segundos, en los cuales deberá ubicar a su objetivo en el mapa, ajustar el ángulo de tiro, seleccionar el tipo de misil a disparar, el item a usar (opcional) y aplicar la potencia de tiro.
Durante la partida deben considerarse, además, agentes externos como el terreno, las dirección/fuerza del viento y los factores ambientales (moondisk), los cuales fuerzan al jugador replantear su estrategia al ajustar continuamente su objetivo, ángulo de tiro y potencia. Gunbound también implementa sistema de penalización de "retraso de turno" el cual está impactado directamente según el tipo de móvil, misil o item que el jugador utilice durante su turno. Este manejo de colas de espera con penalizaciones de retraso juega un factor muy importante en la estrategia de jugador, ya que impactará el tiempo en el que logre obtener otro turno.
Antes del inicio de cada partida, el Creador de la sala de juego tiene la opción de configurar los turnos, mapa, cantidad de jugadores, tipo de juego, items prohibidos y disponibilidad de las funciones de muerte súbita (modificaciones del entorno que aceleran el final de la partida). 
Según el modo de juego, la partida terminará una vez se hayan alcanzado los objetivos de bajas, limpieza completa del equipo enemigo o puntaje.

## Items
Cada jugador dispone de una caja de seis ranuras para equipar items, los cuales se eligen durante la fase de preparación, antes de la partida. Según el tipo de item, estos pueden ocupar de uno a dos ranuras y el jugador es libre de combinarlos a su gusto. Por lo general, los items más fuertes o con funciones no convencionales ocupan dos ranuras, mientras que los de efecto menor ocupan solo una. Existen cuatro tipos de items: de ataque, defensivos, de alteración ambiental y de función, como el de teletransportación.

## Móviles
La versión original del juego posee veinte móviles en total. Cada uno de ellos cae dentro de una de las tres categorías: 
- Adium (Escudo): Sus ataques de basan en plasma. Son fuertes contra los de tipo Huboee pero vulnerables ante los Miramo. A este tipo pertenecen los móviles Mage, Lighting, JD, A.Sate, Grub
- Miramo (Bio): Sus ataques se basan en fuerza bruta. A este tipo pertenecen los móviles: Trico, Boomer, Ice, Turtle, J. Frog, Dragón
- Huboee (Máquina): Sus ataques se basan en fuerza explosiva. A este tipo pertenecen los móviles Armor, BigFoot, Kalsiddon, Knight, Raon, Nak, Boomer, Aduka

Los móviles Dragón (Miramo) y Knight (Huboee) solo pueden ser obtenidos al azar, seleccionando la opción de "móvil random".
Todos los móviles son más vulnerables a los tiros bajos en nadir (270°) y cenitales (90°), por los cuales los tiros altos y perpendiculares al terreno darán mayor probabilidad de daño crítico.

## Temporadas
El juego transcurre en diferentes etapas llamadas temporadas, cada cual distinguida por una interfaz nueva, nuevas habilidades y contenido exclusivo de temporada.
- Thor's Hammer, 2002, para Corea, China e Indonesia, luego como un servidor global en inglés.
- World Champions, 2005, adiciona al servicio servidores locales en Japón, Taiwán, Europa y Latinoamérica.
- Season 2, 2008
- Season 3, 2012
- Season 4, 2017

## Cierre del juego (Softnyx)
A través de un comunicado, Softnyx anunció el cierre de la tienda de Gunbound el 20 de junio de 2019; y la clausura de sus servidores para el 30 de julio de 2019. Simultáneamente, anunció una secuela del juego en una nueva versión multiplataforma llamada New Gunbound.
Finalmente, el 31 de julio a las 12:07 a.m. (GMT-5) los servidores de Gunbound en Softnyx cerraron.

## New Gunbound
Luego de varios meses del cierre del Gunbound, en enero de 2020 Softnyx a través de sus redes sociales, anunció reabrir sus servidores con una nueva versión llamada New Gunbound, la misma se pudo jugar por primera vez en una beta cerrada. Solo las primeras 20 000 personas registradas podrían probar el juego.
La nueva versión del Gunbound conservó la originalidad del juego, pero cambió el apartado gráfico, los personajes, los ítems y el diseño de los vehículos, así como las mecánicas y modificaciones que no fueron del agrado de toda su comunidad.
Finalmente, por todo lo expuesto arriba, Softnyx cerró New Gunbound definitivamente el 14 de julio del 2022.

Nunca hicieron caso a lo solicitado, la comunidad pedía lo clásico y ustedes querían a la fuerza que nos guste este formato fallido, aquí está el resultado.
Jugador de New Gunbound

## En dispositivos móviles
Se llevaron a cabo intentos de "revivir" el juego en plataformas como Android e iOS, aunque todos ellos se encuentran actualmente descontinuados:
- Gunbound T: Lanzado el 19 de diciembre del 2022,[12] ofrecía elementos estéticos que los usuarios podían canjear para personalizar de manera única sus avatares y móviles según sus preferencias. Cerro el 28 de abril del 2023.[13]

- GunboundR: Lanzado el 6 de noviembre del 2023,[14] en esta versión se abandonaron las peleas por turnos, introduciendo un sistema de "tiros de combate en tiempo real". Las partidas tenían una duración máxima de 3 minutos. Cerro el 1 de abril del 2024.[15]

## Regreso
Después de varios años sin estar disponible, Gunbound volverá oficialmente bajo la compañía coreana Gravity Game Hub, que ha obtenido los derechos para su relanzamiento. Esta noticia fue anunciada en el evento Brasil Game Show (BGS 2024) en São Paulo.
El juego permaneció en fase de desarrollo y prerregistro, luego atravesó distintas etapas de prueba, incluyendo versiones Alpha y Beta, antes de su lanzamiento oficial a nivel mundial el 10 de junio de 2025. Actualmente se encuentra bajo la versión World Champions.

## En la cultura popular
Gunbound gozó de gran popularidad en una etapa en la que comenzaba a popularizarse los juegos en línea en ciertos países de Sudamérica, por lo que tuvo gran impacto en la cultura de los videojuegos de la generación millenial. Debido a esto, a partir del juego se acuñaron términos coloquiales que se usan actualmente incluso fuera del ámbito de Gunbound. Algunos de ellos son:
- Pollo: Relativo a un polluelo, el nivel inicial del juego. Para referirse a un jugador inexperto.
- Mamuteo: Relativo al móvil Ice (que posee la forma de un mamut blanco). Partidas con resultados arreglados, para beneficiar a un equipo determinado con victorias. Estas partidas solían jugarse con estos móviles por su alto nivel de daño.[21]